# Moreton Pinkney
Moreton Pinkney is een civil parish in het bestuurlijke gebied South Northamptonshire, in het Engelse graafschap Northamptonshire met 371 inwoners.